# Anderson Luís de Abreu Oliveira
Anderson Luís de Abreu Oliveira, mer känd som Anderson, född 13 april 1988 i Porto Alegre, är en brasiliansk före detta fotbollsspelare.

## Karriär
Under 1993 började Anderson spela i Grêmios juniorlag och 2004 gjorde han sin debut i A-laget, med ett mål på fem matcher. I april 2005 spelade Anderson för brasilianska landslaget i sydamerikanska U-17-mästerskapen. I oktober vann han Adidas Golden Ball med sitt landslag under U-17-VM. Bland tidigare vinnare av denna utmärkelse finns spelare som Cesc Fàbregas, Florent Sinama-Pongolle och Landon Donovan.
I december 2005 gick han till FC Porto i den portugisiska ligan, där han gjorde sin debut 5 mars 2006. Han gjorde sin debut i UEFA Champions League mot CSKA Moskva 13 september 2006. 30 maj 2007 bekräftade Manchester United genom sin hemsida att Anderson i princip var klar för en övergång till dem. Övergångssumman var 17 miljoner pund. 
Han gjorde sitt första ligamål i Manchester United mot Tottenham Hotspur den 12 september 2009 i 1–3-segern på bortaplan. 
Anderson debuterade för Brasiliens landslag 27 juni 2007 i en match mot Mexiko under Copa América.
I december 2008 mottog han Tuttosports utmärkelse "golden boy" före spelare som Theo Walcott och Sergio Agüero. Utmärkelsen tilldelas den spelare under 21 som lyckats bäst under den gångna säsongen.
Blev 14 april 2020 invald i Out of Context Manchester United Hall of Fame